# Синглетний стан
Синглетний стан або синглет — це система з двох частинок, сумарний спін яких дорівнює 0. Комбінуючи пару з частинок, кожна з яких має спін 1/2, можна отримати три власні стани із сумарним спіном 1 (триплет) і один стан із сумарним спіном 0, який називають синглет. У теоретичній фізиці терміном синглет зазвичай позначають одновимірне подання (наприклад, частинка з нульовим спіном). Також цим терміном можуть позначати дві й більше частинок, отриманих у сплутаному стані, із загальним моментом імпульсу рівним нулю. Синглет і подібні до нього терміни часто зустрічаються в атомній і ядерній фізиці для опису сумарного спіну деякого числа частинок.
Спін одиничного електрона дорівнює 1/2. Така система має сумарний спин рівний 1/2 і має назву дублет. Практично всі випадки дублетів у природі виникають із обертової симетрії: спін 1/2 відноситься до фундаментальних представлень групи Лі SU(2) — групи, яка визначає симетрію обертання в тривимірному просторі. Ми можемо знайти спін такої системи, використовуючи оператор {\displaystyle {\vec {S}}^{2}}, і як результат завжди отримаємо {\displaystyle \hbar ^{2}\,(1/2)\,(1/2+1)=(3/4)\,\hbar ^{2}} (або спін 1/2), оскільки різноспрямовані спіни є власними станами (власними функціями) цього оператора з тим самим власним значенням. Аналогічно, для системи з двох електронів ми можемо порахувати спін, скориставшись оператором {\displaystyle \left({\vec {S}}_{1}+{\vec {S}}_{2}\right)^{2}}, де {\displaystyle {\vec {S}}_{1}} відповідає першому електрону, а {\displaystyle {\vec {S}}_{2}} другому. Однак, оскільки два електрони можна скомбінувати чотирма способами, то в цьому випадку ми можемо отримати два можливі спіни, що являють собою два можливі власні значення повного оператора спіну — 0 і 1. Кожне з цих власних значень відповідає набору власних станів або власних функцій. У термінах квантової механіки, це спінові функції для двоелектронної системи, отримані лінійною комбінацією спінових функцій електронів α=+1/2  та β=—1/2. Так, наприклад, функція
{\displaystyle \chi _{3}={\frac {1}{\sqrt {2}}}[\alpha (1)\beta (2)+\alpha (2)\beta (1)]}
— симетрична спінова функція, тоді як функція
{\displaystyle \chi _{4}={\frac {1}{\sqrt {2}}}[\alpha (1)\beta (2)-\alpha (2)\beta (1)]}
— антисиметрична.
Таким чином, можна отримати три симетричні функції з повним спіновим квантовим числом S=1 і одну антисиметричну функцію з S=0. Набір зі спіном рівним 0 називають синглетом, містить один власний стан (див. нижче), а набір зі спіном 1, званий триплетом, містить три можливі власні стани. У позначеннях Дірака ці власні стани записують як:
{\displaystyle \left.{\begin{array}{ll}|1,1\rangle &=\;\uparrow \uparrow \\|1,0\rangle &=\;(\uparrow \downarrow +\downarrow \uparrow )/{\sqrt {2}}\\|1,-1\rangle &=\;\downarrow \downarrow \end{array}}\right\}\quad s=1\quad \mathrm {({\text{триплет}})} }
{\displaystyle \left.|0,0\rangle =(\uparrow \downarrow -\downarrow \uparrow )/{\sqrt {2}}\;\right\}\quad s=0\quad \mathrm {({\text{синглет}})} }
Висловлюючись математичною мовою, можна сказати, що тензорний добуток двох дублетних представлень можна розкласти в суму приєднаного представлення (триплет) і тривіальне представлення (синглет).
Пара електронів, що перебуває в синглетному стані, має багато цікавих властивостей і відіграє фундаментальну роль у парадоксі Ейнштейна — Подольського — Розена і квантовій заплутаності .